# Wladimir Dimitrow
Wladimir Dimitrow (bulgarisch Владимир Иванов Димитров, beim Weltschachbund FIDE Vladimir Dimitrov; * 11. April 1968 in Sofia) ist ein bulgarischer Schachspieler.
Er spielte für Bulgarien bei zwei Schacholympiaden: 1994 und 1996. Außerdem nahm er zweimal an den europäischen Mannschaftsmeisterschaften (1989 und 1992) und an vier Schachbalkaniaden (1990 bis  1994) teil.
Im Jahre 1988 wurde ihm der Titel Internationaler Meister (IM) verliehen, 1993 der Titel Großmeister (GM). Seine höchste Elo-Zahl war 2530 im Juli 1996.
| Hier fehlt eine Grafik, die leider im Moment aus technischen Gründen nicht angezeigt werden kann. Wir arbeiten daran! |